# 박정하 (정치인)
박정하(朴正河, 1966년 9월 26일~)는 대한민국의 정치인이다. 제21·22대 국회의원이다. 이명박 정부 시기에 대한민국 대통령실 대변인과 제주특별자치도 정무부지사를 지냈다. 제20대 대통령 선거에서는 국민의힘 선거대책본부 공보단 수석부단장을 맡았으며, 주호영 비대위 출범 이후 수석대변인으로 임명되었고, 정진석 비대위에서도 수석대변인으로 유임되어 활동한 바 있다.

## 학력
- 1979. 2. 일산국민학교 졸업
- 1982. 2. 진광중학교 졸업
- 1985. 2. 진광고등학교 졸업
- 1991. 2. 고려대학교 농과대학 농업경제학 학사
- 2000. 2. 고려대학교 대학원 행정학 석사 수료

## 경력
- 2003. 1. 안상수 인천광역시장 비서관
- 2007. 11.~2007. 12. 제17대 대통령 선거 한나라당 이명박 대통령 후보 선대위 공보팀장
- 2007. 12.~2008. 2. 이명박 대통령직인수위원회 부대변인
- 2008. 2. 대통령실 홍보수석비서관실 선임행정관(이명박 정부)
- 2010. 7. 대통령실 홍보수석비서관실 춘추관장(이명박 정부)
- 2011. 6. 대통령실 대변인(이명박 정부)
- 2014. 8.~2015.12. 제주특별자치도 정무부지사
- 2017. 3.~2018. 2. 바른정당 강원도당 원주시 갑 당원협의회 위원장
- 2017. 8. 바른정당 수석대변인
- 2020. 3.~2020. 4. 제21대 국회의원 선거 강원 원주시 갑 미래통합당 국회의원 후보
- 2020. 7.~2020. 9. 미래통합당 강원도당 원주시 갑 당원협의회
- 2020. 9.~ 국민의힘 강원특별자치도당 원주시 갑 당원협의회 위원장
- 2021. 1. 국민의힘 강원미래연구원 원장
- 2021. 11. 제20대 대통령 선거 국민의힘 윤석열 대통령 후보 선대위 공보단 수석부단장 겸 공보실장
- 2022년 6월 1일 2022년 6월 재보궐선거 당선(강원 원주시 갑, 국민의힘, 초선)
- 2022. 6.~2024. 5. 제21대 국회의원(강원 원주시 갑, 국민의힘, 초선)
  - 2022. 7.~2024. 5. 제21대 국회 후반기 국토교통위원회 위원
  - 2023. 5.~2024. 5. 제21대 국회 후반기 정치개혁특별위원회 위원
  - 2023. 6.~2024. 5. 제21대 국회 후반기 예산결산특별위원회 위원
- 2022. 6. 국민의힘 물가 및 민생안전 특별위원회 위원
- 2022. 8. 국민의힘 수석대변인
- 2023. 5. 국민의힘 노동개혁특별위원회 위원
- 2023. 7.~2025. 5. 국민의힘 강원특별자치도당 위원장
- 2023. 8. 국민의힘 아파트 무량판 부실공사 진상규명 및 국민안전 TF 위원
- 2023. 10. 국민의힘 수석대변인
- 2024. 2.~2024. 4. 2024년 상반기 재보궐선거 국민의힘 강원특별자치도당 공천관리위원회 위원장
- 2024. 3.~2024. 4. 제22대 국회의원 선거 국민의힘 중앙선거대책위원회 총괄선거대책본부 공보단장
- 2024. 3.~2024. 4. 제22대 국회의원 선거 국민의힘 강원특별자치도 선거대책위원회 공동선대위원장
- 2024년 4월 10일 대한민국 제22대 국회의원 선거 당선(강원 원주시 갑, 국민의힘, 재선)
- 2024. 5.~ 제22대 국회의원(강원 원주시 갑, 국민의힘, 재선)
  - 2024. 6.~ 제22대 국회 전반기 문화체육관광위원회 간사
    - 제22대 국회 전반기 문화체육관광위원회 문화예술법안심사소위원회 위원장

  - 2024. 6.~ 제22대 국회 전반기 예산결산특별위원회 위원
  - 저출생·축소사회 대응 포럼 연구책임의원
  - 국회세계한인경제포럼 구성의원
- 2024. 6.~2024. 7. 국민의힘 정책위원회 산하 시급한 민생 현안 해결을 위한 노동특별위원회 위원
- 2024. 7.~2024. 12. 국민의힘 한동훈 당대표 비서실장
- 2024. 8.~ 국민의힘 포털 불공정 개혁 TF 위원
- 2025. 5.~2025. 6.: 제21대 대통령 선거 국민의힘 김문수 대통령 후보 강원 선거대책위원회 공동선대위원장

## 방송 활동
- 김진의 돌직구 쇼(채널A, 2020~)
- 정치와이드(MBN, 2023. 5.~)
- 뉴스N이슈(YTN, 2023. 5.~)
- 2시 뉴스 외전(MBC, 2023. 06.~)
- 뉴스5후(JTBC, 2023. 7.~)
- 뉴스1번지(연합뉴스)
- 뉴스Q(YTN)
- 뉴스와이드(MBN)
- 용감한 토크쇼 직설(SBS Biz)
- Fact 10(채널A)

## 역대 선거 결과
|  | 41.13% |

|  | 57.79% |

|  | 50.71% |

## 소속 정당
| 소속 정당 | 소속 정당  | 소속 기간 | 비고      |
| --------- | ---------- | --------- | --------- |
|           | 무소속     | 2003~2016 | 정계 입문 |
|           | 새누리당   | 2016~2017 | 입당      |
|           | 무소속     | 2017      | 탈당      |
|           | 바른정당   | 2017~2018 | 창당      |
|           | 바른미래당 | 2018~2020 | 합당      |
|           | 무소속     | 2020      | 탈당      |
|           | 미래통합당 | 2020      | 복당      |
|           | 국민의힘   | 2020~현재 | 당명 변경 |

## 같이 보기
- 원주시 갑
- 원주시의 국회의원
- 제주특별자치도 부지사